# Ngô Quảng (nhà Minh)
Ngô Quảng (chữ Hán: 吴广, ? – 1601), người huyện Ông Nguyên, địa cấp thị Thiều Quan, tỉnh Quảng Đông , tướng lãnh nhà Minh.

## Khởi nghiệp
Quảng lấy thân phận Võ sanh viên  để tòng quân, lập nhiều chiến công, từng làm đến Phúc Kiến nam lộ tham tướng, có tội nên chịu bãi chức về nhà. Gặp lúc người Dao ở Sầm Khê nổi dậy, tổng đốc Trần Đại Khoa phát hịch cho Quảng theo tổng binh Đồng Nguyên Trấn đánh dẹp. Tướng sĩ hơi lùi, Quảng bèn chém 1 tên lính làm gương, rồi đại phá nghĩa quân. Luận công, Quảng được khôi phục quan chức cũ.

## Tham gia Bình Bá
Năm Vạn Lịch thứ 25 (1597), Quảng lấy thân phận Phó tổng binh theo Lưu Đinh (con trai của danh tướng Lưu Hiển) chống quân Nhật ở Triều Tiên, lĩnh thủy quân cùng Trần Lân làm thế ỷ giốc, lập nhiều chiến công. Vừa ban sư thì triều đình phát đại quân đánh dẹp thổ ty Dương Ứng Long ở Bá Châu (nay là địa cấp thị Tuân Nghĩa, Quý Châu) – sử cũ gọi là chiến dịch Bình Bá (1600), cất nhắc Quảng làm Tổng binh quan, đem 1 cánh quân ra Hợp Giang. Phó tướng Tào Hi Bân đem 1 cánh quân ra Vĩnh Ninh, chịu sự chỉ huy của Quảng. Quảng đồn trú Nhị Lang bá (máng, nay thuộc huyện cấp thị Xích Thủy), chiêu hàng rầm rộ. Kiêu tướng nghĩa quân là Quách Thông Tự đón đánh, bị quan quân tập kích, đẩy lui. Thổ quan 3 trại Đào Hồng, An Thôn, La Thôn đều ra hàng, bộ thuộc của họ theo về có vài vạn, Quảng chọn người khỏe mạnh tòng quân. Thông Tự chẹn Xuyên Nhai độn (vựa, nay là Thiên Vượng lý, trấn Áp Khê, khu Bá Châu), Quảng đốc liên quân Thổ – Hán đánh phá hắn ta.
Lưu Đinh, Mã Khổng Anh đã vào Bá Châu, mà Quảng vẫn còn dừng chân ở Nhị Lang, vì thế tổng đốc Lý Hóa Long thúc giục ông. Quảng bàn chia 4 đường tiến đánh Nhai Môn quan (nay thuộc huyện cấp thị Nhân Hoài), riêng sai bọn Vĩnh Ninh nữ thổ quan Xa Thế Tục đốc 2000 binh dân tộc thiểu số, chẹn các nơi yếu hại như Tang Mộc ổ (nay thuộc khu Hồng Hoa Cương), để bảo vệ đường vận lương. Chư tướng phá liền vài độn, tiến đến đóng trại ở Mẫu Trư đường (đê, nay là Mẫu Trư Đường câu (ngòi), thuộc huyện Tuy Dương). Dương Ứng Long sợ, lệnh cho Quách Thông Tự đem hết binh ở ngoài quan ra kháng cự. Quảng phục 500 pháo thủ ở gò nam bên ngoài Ma Thưởng ổ (chưa rõ ở đâu), rồi sai bì tướng Triệu Ứng Khoa khiêu chiến. Ổ này bị kẹp giữa hai tòa núi, rất hiểm trở, Thông Tự hoành sóc xông lên, Ứng Khoa vờ chạy. Thông Tự rời ổ đuổi theo, gặp phục binh nổi lên, vội quay lại thì ngựa trúng pháo nên khuỵu xuống. Thông Tự sắp nhảy lên con ngựa khác, phục binh họp nhau đâm chết hắn ta, khiến nghĩa quân tan chạy. Quan quân đuổi theo, nghĩa quân đều hàng. Quan quân thừa thắng tấn công Nhai Môn, đường nhỏ chỉ vừa một con ngựa đi qua, hơn vạn nghĩa quân xuất quan kháng cự. Tào Hi Bân treo thưởng ngàn vàng, binh sĩ men theo vách núi, tranh nhau tiến lên, đuổi đến cửa quan thứ 4; trên cửa quan, nam nữ đều khóc. Nghĩa quân tự giết tướng lãnh là La Tiến Ân, kéo nhau hơn vạn người ra hàng. Cửa quan thứ nhất vẫn còn kháng cự, Quảng nhân đêm tối tiến gấp, chiếm cửa ấy; dân chúng trong quan tranh nhau hiến rượu thịt.
Lưu Đinh, Mã Khổng Anh đã vào quan, Lý Ứng Tường, Trần Lân vẫn còn ở ngoài. Quảng hợp quân với Hi Bân, liên tiếp giao chiến với nghĩa quân ở Hồng Oản Thủy, Thổ Nhai, Phân Thủy quan (đều chưa rõ ở đâu), đều thắng lợi, bèn tiến đến đóng trại ở Thủy Ngưu đường (đê, nay là trấn Sa Loan, khu Bá Châu). Dương Ứng Long cả sợ, biết Quảng đơn độc vào sâu, tính kế tập kích ông, bèn sai người trá hàng. Quảng dò biết được, giữ vững lũy để đợi. Ứng Long đưa 3 vạn nghĩa quân xông vào đại doanh, chư tướng đều liều chết chiến đấu; gặp lúc viện quân đến, nghĩa quân bèn lui.
Quảng cùng các cánh quan quân áp sát Hải Long độn (căn cứ của Dương Ứng Long, nay là di chỉ Hải Long đồn, trên núi Long Nham, thôn Bạch Sa, trấn Cao Bình, khu Hối Xuyên). Nghĩa quân lệnh cho đàn bà vờ xin hàng, khóc lóc trên độn, lại nói dối Dương Ứng Long đã uống thuốc độc mà chết. Quảng ban đầu tin là thật, sau đó phát hiện là dối trá, bèn vội thiêu cửa quan thứ 2, chiếm 3 tòa núi (có lẽ là 3 gò đất), cắt đứt đường tiếp tế của nghĩa quân, khiến nghĩa quân ngày càng túng quẫn. Quảng cùng Trần Lân vòng ra sau độn mà trèo lên, Ứng Long vội tự thiêu chết. Quan quân bắt được con của Ứng Long là Dương Triều Đống, kéo thây của Ứng Long ra khỏi ngọn lửa.

## Hậu sự
Vào lúc kết thúc chiến dịch, Quảng trúng tên độc, kêu thất thanh, ngã nhào rồi tỉnh lại, sau đó giữ bản quan đi trấn Tứ Xuyên. Sang năm (1601), Quảng mất.
Ban đầu Quảng dừng chân ở Nhị Lang bá, có người vu cáo ông nhận đút lót nên buông lỏng cho giặc, vì thế triều đình giáng chiếu trích ông, sung làm sự quan. Sau khi luận công, Quảng được tặng Đô đốc đồng tri, Thế ấm thiên hộ.